# 坂本真衣
坂本 真衣（さかもと まい、1985年7月4日 - ）は、日本の女優。兵庫県出身。エヌ・エー・シー系列の芸能事務所セグンドソルに所属していた。

## 出演

### 映画
- わが心の銀河鉄道 宮沢賢治物語（1996年、東映）
- おもちゃ（1999年、東映） - 藤子 役
- バトル・ロワイアルII 鎮魂歌（2003年、東映） - 翔子 役
- マイ・プロジェクト（2003年、東映）
- ヒョンジェ（2007年、フリー・スタイル） - イェジン 役
- ラブファイト（2008年、東映） - 春菜 役
- ふたたび swing me again（2010年、ギャガ）[1]
- 武士の家計簿（2010年、松竹/アスミック・エース） - 友禅流しの女 役
- 天地明察（2012年、角川映画/松竹）

### テレビドラマ
- 父さんは森に隠れる（1997年、NHK）
- 甘辛しゃん（1997年 - 1998年、NHK）
- 山村美紗サスペンス「京都名旅館 美人女将の事件簿 京舞妓殺人事件」（2003年、TBS） - 菊池代 役
- 新・京都迷宮案内 第6シリーズ 第8話（2003年、テレビ朝日）
- 新・桃太郎侍（2006年、テレビ朝日） - おきん役
- 税務調査官・窓際太郎の事件簿 14（2006年、TBS） - OL 役
- 密命 寒月霞斬り 第1話（2008年、テレビ東京） - 女中 役
- 水戸黄門（TBS）
  - 第39部 第7話（2008年） - おしの 役
  - 第40部 第3話（2009年） - 菅谷由枝 役
  - 第42部 第1話（2010年）
  - 第43部 第2話（2011年） - あき 役
- 必殺仕事人2009 第15話（2009年、朝日放送/テレビ朝日） - 女郎 役
- 2夜連続 鬼平犯科帳スペシャル 高萩の捨五郎（2010年、フジテレビ）
- 科捜研の女 第10シリーズ 最終話（2010年、テレビ朝日） - 倉持広美 役
- 美食カメラマン 星井裕の事件簿 2（2011年、TBS） - 北條の弟子 役
- カーネーション 第57話・第59話（2011年、NHK）
- 忠臣蔵〜その義その愛（2012年、テレビ東京）
- 必殺仕事人2012（2012年、朝日放送/テレビ朝日）
- 温泉㊙大作戦 11（2012年、朝日放送） - 女性客 役
- 京都地検の女 第8シリーズ 第6話（2012年、テレビ朝日） - 金井明美 役
- だましゑ歌麿 II（2012年、テレビ朝日） - 遊女 役
- 大奥〜誕生［有功・家光篇］ 最終話（2012年、TBS）
- 天才刑事・野呂盆六 7（2013年、朝日放送/テレビ朝日） - 町田明美 役

### テレビ番組
- 板東・八方ヨジキンTV（1996年 - 1998年、関西テレビ）
- 美向上計画（2008年 - 2010年、関西テレビ） - 岬 役
- 日本史サスペンス劇場（2008年 - 2009年、日本テレビ） - お美代 役、淀君 役、潮田の妻ユウ 役、お伝の方 役、中野竹子 役
- 衝撃！女たちは目撃者 歴史サスペンス劇場（2009年、日本テレビ） - 菊姫 役
- その時歴史が動いた（2008年、NHK大阪放送局） - 紫式部 役
- 歴史秘話ヒストリア（2010年、NHK大阪放送局） - 豪姫 役、光明皇后 役

### CM
- 月刊ポピー（全日本家庭教育研究会）
- レオマワールド
- 大阪ガス
- 宝塚ファミリーランド
- バディオス（東映太秦映画村）
- NTTドコモ中国・四国
- マカ・ウコン・ニンニク（小林製薬）
- チャペルグリーンベル
- 黒糖梅酒（チョーヤ梅酒）
- ひね酢（印南養鶏協同組合）
- 神戸女子大学
- JD JAPAN

### スチールモデル
- 大阪市信用金庫
- 大阪ドーム[2]
- レオマワールド
- フリーマガジン Pretty 2008年9月号 - 2010年2月号（大新社） - 表紙モデル